# Криппа, Вера Яковлевна
Ве́ра Я́ковлевна Кри́ппа (род. 21 января 1933, Москва, РСФСР, СССР) — советский и российский сценарист, журналист, продюсер. Член Союза журналистов России и Московского союза литераторов.

## Образование
В 1958 году окончила Второй медицинский институт им. Сталина.
В 1966 году получила диплом о втором высшем образовании на факультете журналистики МГУ им. М. В. Ломоносова (специальность: телевизионный журналист).

## Карьера

### Советский период
В 1960-х годах в течение пяти лет работала врачом-педиатром. Затем начала осваивать вторую профессию в качестве корреспондента «Медицинской газеты».
30 апреля 1966 года отправилась туристом в Польшу и Чехословакию. В поездке познакомилась с телевизионной съёмочной группой, благодаря этому знакомству попала на телевидение. В том же году начала работать в Главной редакции учебных и научно-популярных программ Центрального телевидения (главный редактор — Владимир Ключанский).
Начинала с медицинских передач (например, учебная телепрограмма «Экран врачу»). Затем были передачи для школьников по анатомии, биологии, химии. Программы транслировались на третьей, учебной, программе ЦТ, а также на уроках в школе.
Являлась редактором, старшим редактором циклов телепрограмм «Университет миллионов», «Мамина школа», «Биология в школе», «Наш сад», «Надо помнить».

### «Мамина школа»
Являлась автором телепрограммы «Мамина школа» (выходила дважды в месяц на первой программе ЦТ в 1971—1991 гг.). Первый эфир образовательной передачи состоялся 28 июня 1971 года. Программа была посвящена уходу за ребёнком, его лечению, обучению и воспитанию. Также освещались вопросы беременности и материнства. Своим мнением со зрителями делились врачи, учёные, педагоги, воспитатели.
«Мамина школа» была популярна, отдельные выпуски целиком посвящались письмам зрителей.
На анимационной заставке летал аист с младенцем в клюве, а музыкальным сопровождением шла тема из художественного фильма «По семейным обстоятельствам».

### «Наш сад»
Программа впервые вышла на экраны в 1977-м году. Периодичность: два раза в месяц. Хронометраж: 30 минут. Программа для садоводов. Позже Криппа переименовала программу в «СТРАДАния на даче» (режиссёр: Роза Мороз).

### «Надо помнить»
Цикл передач «Надо помнить» выходил на первом канале ЦТ. Формат: документальные фильмы о судьбах репрессированных. Режиссёр: Галина Беркенгейм. Во время работы Криппа в числе первых на телевидении была допущена к секретным документам реабилитированных после репрессий 1937—1939-х годов. Проект имел отклик за рубежом, съёмочную группу пригласили на презентацию одного из фильмов цикла в Милан.

### Постсоветский период
Ушла из учебной редакции из-за несложившихся взаимоотношений с новым главным редактором.
В перестроечные и постперестроечные годы работала в Московской редакции. Была сценаристом программ «Нить Ариадны», «Отражение», «Репортажи с мест».

### «Наши соотечественники»
В 2000-м году начала работу над документальным проектом «Наши соотечественники» (режиссёр: Роза Мороз). Это цикл программ о потомках эмигрантов первой волны. Среди героев — известные в России и за рубежом личности, такие как директор парижского издательства YMCA-Press и один из учредителей Дома русского зарубежья Никита Струве, потомок декабриста (и женевский банкир) Кристофер Муравьёв-Апостол, князь Дмитрий Михайлович Шаховской, архитектор Александр Гривко, семья Пастернаков, бизнесмен и меценат Любовь Манц"..